# Li Ning

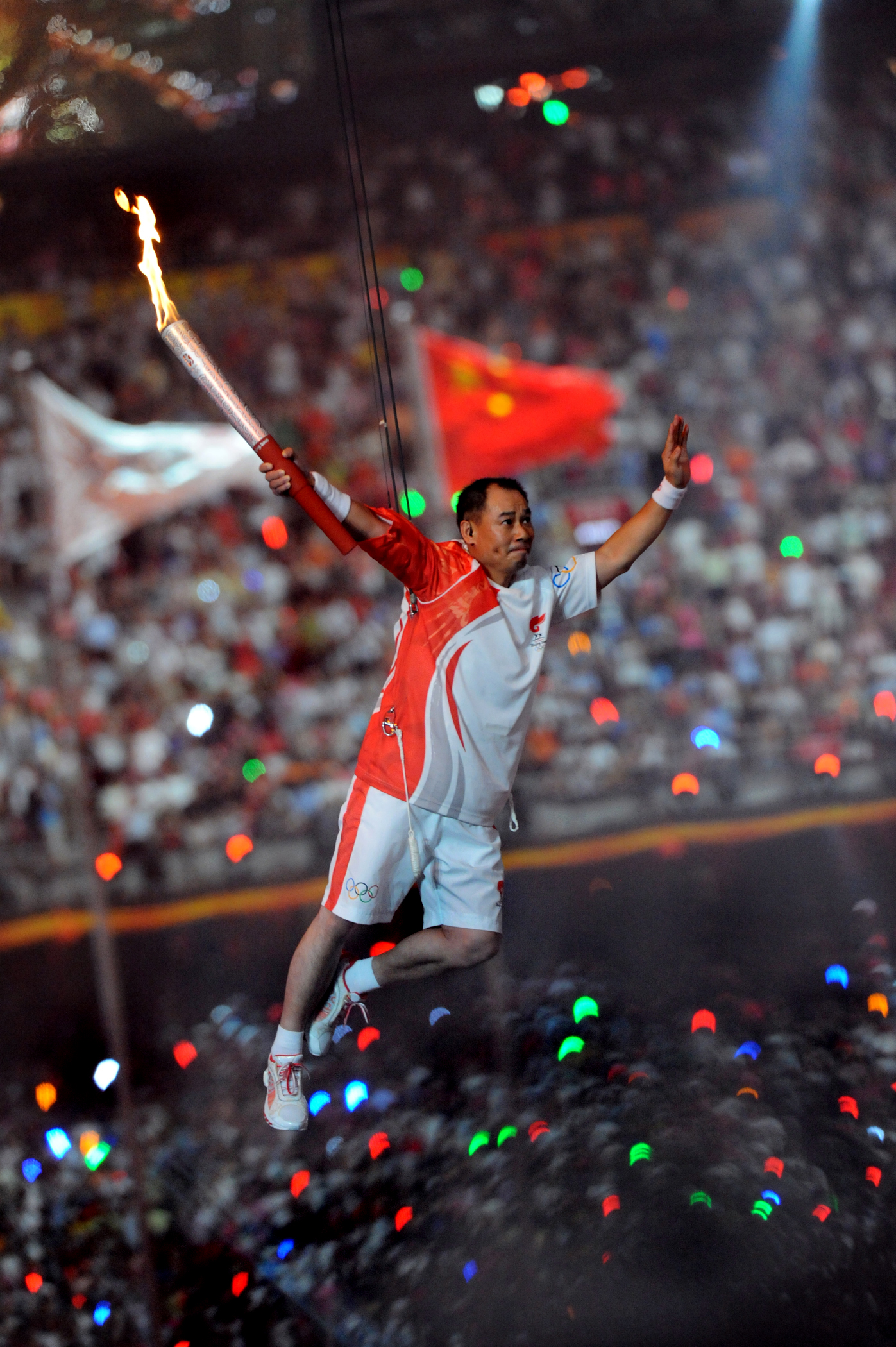
Li Ning während der Eröffnungsfeier der Olympischen Spiele 2008

Li Ning (chinesisch 李寧 / 李宁, Pinyin Lǐ Níng; * 8. September 1963 in Liuzhou, Guangxi) ist ein ehemaliger chinesischer Kunstturner und derzeitiger Unternehmer.

## Leben
Li Ning wurde in eine Zhuang-Familie geboren, er ist der Sohn eines chinesischen Musiklehrers und sollte auch zunächst dem Beruf seines Vaters folgen. Während einer Stimmbandverletzung kam Li Ning zum ersten Mal mit dem Turnen in Berührung. Im Alter von acht Jahren nahm ihn die Turnmannschaft des autonomen Gebietes Guangxi in ihr Team auf.
Er erhielt 1982 nach seinem Erfolg bei der sechsten World Cup Gymnastic Competition den Spitznamen „Prince of Gymnastics“. Bei diesem Turnier in Zagreb hatte er in sechs Disziplinen Gold gewonnen. Er gewann im Einzelmehrkampf, siegte am Boden, am Reck, am Seitpferd, an den Ringen und im Sprung. Bei den Olympischen Spielen 1984 in Los Angeles gewann er sechs Medaillen, dreimal Gold (Boden, Reck, Ringe), zweimal Silber (Pferd, Mannschaft) und einmal Bronze (All-Around).
Bei den Olympischen Spielen 1988 in Seoul konnte er nicht mehr den hohen Erwartungen gerecht werden und gewann keine Medaille. Er beendete seine Sportlerlaufbahn und wurde in eine Limonaden-Fabrik abgeschoben.
Im Jahr 1990 gründete er die Li Ning Company Limited, ein nach ihm benanntes Unternehmen, das Sportartikel herstellt. Er nutzte dazu seine internationalen Kontakte und produzierte zunächst für die Marktführer Adidas und Nike. Später ließ Li Ning Co. Ltd. teilweise ebenfalls von anderen Herstellern produzieren.
2000 wurde Li Ning in die International Gymnastics Hall of Fame aufgenommen. Li war bei der Eröffnung der Olympischen Spiele 2008 am 8. August 2008 in Peking der Schlussläufer des olympischen Fackellaufs und entzündete an einer Stahlseilkonstruktion hängend das olympische Feuer am inneren Dachrand des Nationalstadions. Zuvor wollte Li alle Schiedsrichter und IOC-Funktionäre mit seiner Bekleidung ausstatten, doch konnte er sich gegen den langjährigen IOC-Ausstatter Adidas nicht durchsetzen. Stattdessen trugen alle Mitarbeiter des staatlichen chinesischen Fernsehens CCTV sowie die spanische und schwedische Nationalmannschaft seine Kleidung.
Li studierte Recht an der School of Law der Peking-Universität (B.A.) und ein Zweitstudium an der Guanghua School of Management der Peking-Universität absolvierte er mit einem MBA.